# LaSalle Quartet
LaSalle Quartet va ser un quartet de corda actiu des del 1946 fins al 1987. Va ser fundat pel primer violinista Walter Levin. El nom de LaSalle s'atribueix a un apartament al carrer LaSalle a Manhattan, on alguns dels seus membres van viure durant la creació del quartet. El quartet tocava amb un conjunt regalat d'instruments Amati.
LaSalle Quartet va ser més conegut per la seva adaptació de la Segona Escola de Viena de Schoenberg, Berg i Webern, i dels modernistes europeus que derivaven d'aquesta tradició, tot i que també van fer clàssic i romàntic. El grup va estrenar el quartet de corda de Witold Lutosławski a Estocolm el 1965. György Ligeti va dedicar el seu segon quartet de corda al grup, i el van estrenar a Baden-Baden el 14 de desembre de 1969. El quartet va ser premiat amb el "Zemlinsky Renaissance ", ja que Zemlinsky va romandre en gran manera desconegut fins que van representar les seves obres. El quartet va guanyar el Deutscher Schallplattenpreis per la gravació dels seus quatre quartets de corda.
També van registrar els darrers quartets de Beethoven, els dos primers de Mendelssohn, el quintet de corda D956 de Schubert amb Lynn Harrell, els primers dos quartets de Brahms i els quartets de Ravel i Debussy.
LaSalle Quartet va ser el quartet resident de la Universitat de Cincinnati (College-Conservatory of Music), i el violoncel·lista Lee Fiser va ensenyar allà fins a la seva jubilació el 2017.

## Membres
- Jack Kirstein, violoncel·lista de 1955 a 1975, va morir l'agost de 1995
- Henry Meyer, segon violí i fundador, es va convertir en mestre, presentant classes a tot el món i exercint com a professor de violí al College-Conservatory of Music de Cincinnati durant més de 25 anys. Va ser el primer destinatari del Lifetime Achievement Award de l'American Classical Music Hall of Fame. El 1993, Meyer va rebre el premi Cohen AB (Dolly) a l'excel·lència en la docència a la Universitat de Cincinnati. Va morir el desembre de 2006.[1][2]
- Walter Levin, primer violí, va viure i treballar durant molts anys a Basilea, Suïssa, després es va traslladar a la llar de gent gran a Chicago.
- Peter Kamnitzer, viola, va morir a Israel el 23 de febrer de 2016, als 93 anys. La seva dona el va sobreviure.[3]
- Max Felde, violinista original, va continuar la seva carrera a la ciutat de Nova York, després es va traslladar a la costa oest del Canadà per pujar la seva família amb la violinista Aurora Felde. Va continuar la seva carrera musical com a assistent principal de la viola de l'Orquestra de Cambra del CBC, violinista a l'Orquestra Simfònica de Vancouver durant més de 25 anys, a més de ser fabricant d'instruments clàssics. Va morir el 2005.[4]
- Lee Fiser es va incorporar el 1975 amb el suport de Jack Kirstein i la seva dona Jeanne, una coneguda pianista de Cincinnati, quan Jack va deixar el Quartet per continuar ensenyant a CCM, tocant duets amb la seva dona allà i a l'estranger, i la direcció de la Northern Kentucky Symphony, una orquestra comunitària.[5]
- Richard Kapuscinski, violoncel